# Славчо Гайгуров
Славчо Атанасов Гайгуров е български общественик и революционер, деец на Вътрешната македонска революционна организация (ВМРО).

## Биография
Роден е на 25 юни 1921 година в град Свети Врач (днес Сандански). Родителите му Велика и Атанас Гайгурови са бежанци от българския южномакедонски град Кукуш, опожарен през Междусъюзническата война от гръцката войска. Завършва гимназия "Пейо К. Яворов" в Петрич, а след това учи в Пощенския институт в София.
Завръща се в родния си град и се включва в дейността на ВМРО. Избран е за пръв помощник на Коста Ризов, лидер на ВМРО за Светиврачка и Петричка околия, като отговаря за селата чак до Кресненското дефиле.
Открито се противопоставя на македонизацията в Пиринска Македония и на идеята за присъединяване на този край към Титова Югославия. През юни 1946 година започват арести и репресии и той е арестуван. Съдебният процес през август срещу 22-ма дейци на ВМРО за „образуване на терористични групи за събаряне на властта“ завършва с две смъртни присъди, две доживотни и различни срокове затвор. Славчо Гайдурков получава доживотна присъда. По време на престоя му в Дирекцията на полицията в София до началото на март 1947 година е смазан от бой. След това е преместен „на лечение“ в Александровската болница. Умира през април 1947 година. Погребан е в гробището на Сандански, гробът му е на 10-ина метра западно до главния вход.
В спомените си Стоил Шуплинков, негов съидейник и приятел, казва: „Беше висок, строен момък, с гъста черна коса. Завладяваше сърцата ни с чистия си поглед и бистрия си ум. Предупреждаваше, че ще бъдем първите изкупителни жертви на новата власт в нашия край. Престоя в Дирекцията на полицията (зад Лъвов мост) до началото на март 1947 г. След като го смазаха от бой, инквизиторите ги преместиха „на лечение“ в Александровската болница. Стаята, в която лежеше Славчо, бе охранявана. Когато го видях, приличаше на мъртвец. Успя да ми каже: „Стоиле, моите дни са преброени. Аз си отивам. Но ти запомни – преби ме Георги Давидов – Графа от нашия град. Лично той инсценира този процес, Ако оцелееш, пиши някога за това как и от кого съм изтезаван“.